# Giovanni Battista Borghi
Giovanni Battista Borghi (Camerino, 25 de agosto de 1738 – Loreto, 25 de febrero de 1796) fue un compositor italiano que desarrolló su obra en la segunda mitad del siglo XVIII, perteneciendo por lo tanto al periodo clásico de la historia de la música.

## Biografía
En 1757 ingresa en el conservatorio de la Piedad de los Turchini de Nápoles donde cursará estudios hasta el año 1759. A continuación, el 13 de septiembre de 1759, pasó a prestar sus servicios como maestro de capilla en la catedral de Orvieto donde permaneció hasta el 15 de enero de 1778.
En los últimos meses de 1778 fue contratado en el Santuario de la Santa Casa de Loreto, para sustituir al compositor Andrea Basili, fallecido unos meses antes.
Desde 1759 realiza frecuentes viajes a las ciudades italianas para el estreno de sus obras, Venecia, Florencia, Roma, etc. No está probado que, como algunos afirman, hubiera residido fuera de Italia, concretamente en Viena y Rusia.

## Estilo musical
En los primeros 15 años de composición, Borghi escribió alternativamente casi el mismo número de óperas serias como de  óperas bufas; sin embargo, a partir de 1777 sólo compuso dramas serios.
Borghi fue un típico representante del siglo XVIII y su estilo, diáfano y ligero, fue muy apreciado por sus contemporáneos.

### Ópera seria
Sus óperas serias, sobre todo a partir de la década de los 70, se caracterizan por utilizar arias extremadamente largas, tercetos con cavatina, amplios ballets, así como por el empleo de dúos y tríos al final de los dos primeros actos.
A partir de 1790, aún introdujo más cambios en sus composiciones serias: el número de  recitativos acompañados aumenta, la introducción orquestal se integra en la ópera y el coro va asumiendo cada vez más importancia.

### Ópera cómica
Sus composiciones cómicas se inician con una introducción estática, seguida de una sucesión alternada de recitativos y arias, para concluir con un final cada vez más elaborado.

## Sus óperas
- Anexo:Óperas de Borghi

- Datos: Q664913
- Multimedia: Giovanni Battista Borghi / Q664913